# باب شايعة (الرجم)

تعديل مصدري - تعديل

باب شايعه  هي إحدى قرى عزلة بني البدي بمديرية الرجم التابعة لمحافظة المحويت، بلغ تعداد سكانها 59 نسمة حسب تعداد اليمن لعام 2004.